# Prunus hirsutipetala
Prunus hirsutipetala — викопний вид квіткових рослин роду слива (Prunus) родини розових (Rosaceae), що існував в еоцені в Європі. Вид описаний у 2018 році з квітки, що знайдена у рівненському бурштині. Голотип є першою достовірною знахідкою викопних квітів розоцвітих з еоцена Європи і найдавнішою викопною квіткою Prunus за межами Північної Америки.